# Wolne loty
Wolne loty – trzeci studyjny album Marka Bilińskiego. Album został wydany w 1986 roku przez Polton na longplayu. W 1994 roku album został cyfrowo zremasterowany w studiu MABI w Warszawie przy użyciu komputerów Macintosh, a następnie wydany na płycie kompaktowej przez Digiton. W roku 1999 nastąpiło kolejne wydanie albumu na CD, przez wydawnictwo Bi.Ma – ta wersja była dystrybuowana przez BMG Poland.
Znajdujący się na albumie utwór „Stare dobre czasy” zajął 33 miejsce na Liście Przebojów Programu Trzeciego.

## Lista utworów
Strona A
1. „Kosmiczne opowiadania” – 4:49
2. „Gorące lato” – 3:46
3. „Bulwary nad rzeką wspomnień” – 5:40
4. „Caliope for ever” – 5:13

Strona B
1. „Stare dobre czasy” – 3:33
2. „Gwiezdne oranżerie” – 4:56
3. „Szukając cienia” – 6:08
4. „Błogosław rojne miasta” – 2:41

## Wykonawcy
- Marek Biliński – syntezatory, kompozycja, aranżacja, remastering

Realizacja
- Janina Bilińska – produkcja
- Włodzimierz Kowalczyk – realizacja dźwięku
- Tadeusz Czechak – realizacja dźwięku (asystent)
- Marek Goebel – zdjęcia, projekt graficzny
- Andrzej Tyszko – zdjęcia, projekt graficzny